# (2050) Francis
(2050) Francis (1974 KA) ist ein Asteroid des Hauptgürtels, der am 28. Mai 1974 von Eleanor Helin am Palomar-Observatorium entdeckt wurde.

## Benennung
Der Asteroid wurde nach Fred und Kay Francis, den Eltern von Eleanor Helin, benannt.